# Diclidia inyoensis
Diclidia inyoensis är en skalbaggsart som beskrevs av Liljeblad 1921. Diclidia inyoensis ingår i släktet Diclidia och familjen ristbaggar. Inga underarter finns listade i Catalogue of Life.